# Ali Pascha Mubarak

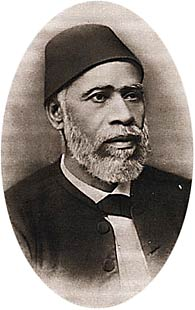
Ali Pascha Mubarak

ʿAlī Pascha Mubārak (arabisch علي باشا مبارك, DMG ʿAlī Bāšā Mubārak; geb. 1823 oder 1824 in Ägypten; gest. 14. November 1893 in Kairo) war ein ägyptischer Staatsmann, Schriftsteller und Mäzen. Er wirkte als Pionier des ägyptischen Nationalismus.

## Leben
Ali Mubarak wurde in einem Dorf in der Provinz ad-Daqahliyya im Nildelta im Jahr 1239 AH geboren, dies entspricht 1823 bzw. 1824. Nachdem er in Kairo ein Ingenieurstudium mit Auszeichnung abgeschlossen hatte, wurde er 1844 von Muhammad Ali als Begleiter dessen Söhne Husain und Muhammad Abd al-Halim sowie der Enkel Ahmad und Ismail, des künftigen Khediven, zur weiteren Ausbildung nach Frankreich geschickt. Er studierte zwei Jahre in Paris, anschließend zwei Jahre an der Militärakademie in Metz und verbrachte ein Jahr bei der französischen Armee. Bei seiner Rückkehr nach Ägypten 1849 wurde er zum Pascha erhoben. Als erster einheimischer Muslim während der Osmanenherrschaft in Ägypten erhielt er die Direktion der staatlichen Schulen übertragen. Dies war der Beginn einer Karriere als Staatsbeamter, die sich über fast vier Jahrzehnte erstreckte, in denen er unterschiedliche Ministerien leitete, von Erziehung über öffentliche Bauten bis zu Eisenbahnen.
Nach seiner Rückkehr von der Weltausstellung in Paris 1867 übertrug Ismail Pascha Mubarak die Leitung des Ministeriums für öffentliche Bauten. In dieser Position leitete Mubarak die Modernisierung des Straßenbaus in Kairo nach europäischem Vorbild in die Wege. Da allerdings einige Stadtteile Kairos nicht modernisiert wurden, führte dies seit der Wende zum 20. Jahrhundert zu einer Zweiteilung. Die modernen Stadtteile lagen im Norden und Westen und waren sozial und wirtschaftlich wesentlich besser gestellt als die Altstadt. Von 1888 bis 1891 war Mubarak Erziehungsminister. Bereits 1870 gründete er das Dār al-ʿulūm, das „Haus der Wissenschaften“, eine pädagogische Hochschule nach dem Vorbild der französischen École normale supérieure. Zudem änderte er den Lehrplan der traditionellen religiös orientierten Schulen, legte den Schwerpunkt auf Fremdsprachen und Naturwissenschaften und förderte die Übersetzung und Herausgabe von technischen Lehrbüchern.
Zudem trug Mubarak zur Gründung der Ägyptischen Nationalbibliothek bei, die 1870 als Khedivenbibliothek errichtet wurde.
Ali Pascha Mubarak stand unter anderem im Austausch mit dem jüdischen Orientalisten Ignaz Goldziher, der 1891 dessen Hauptwerk Al-Ḫiṭaṭ at-Taufīqīya al-ǧadīda in der Wiener Zeitschrift für die Kunde des Morgenlandes wohlwollend rezensierte und seine Verbreitung unter europäischen Wissenschaftlern förderte. Goldziher erkannte in Mubarak den idealen muslimischen Reformer, der nicht zuletzt aufgrund seiner Ausbildung modernes europäisches Wissen mit traditioneller islamischer Gelehrsamkeit zu verbinden verstand. Dieser wiederum sah in Goldziher einen im europäischen Wissenschaftsdiskurs gut vernetzten Verbündeten. Materielles Zeugnis dieser gegenseitigen Wertschätzung ist ein bis heute in der Privatbibliothek Goldzihers erhaltenes, mit einer persönlichen Widmung versehenes Exemplar des ʿĀlam ad-dīn, den Mubarak Goldziher als Dank für seine Rezension zusandte.

## Werke
- ʿAlī Mubāraks berühmtestes Werk ist Al-Ḫiṭaṭ at-Taufīqīya al-ǧadīda (الخطط التوفيقية الجديدة „Die neuen Taufīqischen Chitat“), das in 20 Bänden eine detaillierte Straßenbeschreibung der wichtigsten Städte und Dörfer Ägyptens liefert. Band 9 enthält biografische Angaben des Autors, und Band 18 gibt eine umfassende Beschreibung des Nilometers auf der Insel Roda. Das Buch ist als Fortsetzung und Vervollständigung der Ḫiṭaṭ von al-Maqrīzī (gest. 1442) angelegt[6] und stellt nach Stephan Fliedner das „vollendetste Beispiel“ für das Literaturgenre der Chitat dar. Das Wort Chitat bezeichnet ursprünglich Gebietsstreifen, die in den frühen islamischen Garnisonsstädten bestimmten Stammes- und Bevölkerungsgruppen zugewiesen wurden. Chitat-Werke liefern geschichtlich-topographische Informationen zu diesen Quartieren.[7]
- In seiner Erzählung ʿĀlam ad-dīn (1882), in der die Traditionen arabischer Reiseberichte (Rihla) und der Makame aufgenommen werden, schildert er die gemeinsame Reise eines Ägypters und eines Engländers durch Ägypten und Frankreich. Der Autor betont dabei die Notwendigkeit einer Zusammenarbeit zwischen Morgen- und Abendland.